# Bart Conner
Barthold Wayne Conner, detto Bart (Chicago, 28 marzo 1958), è un ex ginnasta statunitense.
Nell'aprile del 1996 ha sposato l'atleta rumena Nadia Comăneci, da cui ha avuto un figlio, Dylan Paul.
Ha partecipato a due edizioni dei giochi olimpici (1976 e 1984) conquistando due medaglie, entrambe a Los Angeles nel 1984.

## Palmarès
Olimpiadi
- 2 medaglie:
  - 2 ori (concorso a squadre a Los Angeles 1984, parallele a Los Angeles 1984).

Mondiali
- 3 medaglie:
  - 1 oro (parallele a Fort Worth 1979)
  - 2 bronzi (volteggio a Fort Worth 1979, concorso a squadre a Fort Worth 1979).

Giochi panamericani
- 2 medaglie:
  - 2 bronzi (anelli a Città del Messico 1975, corpo libero a Città del Messico 1975).

American Cup
- 3 medaglie:
  - 3 ori (concorso completo a New York 1976, concorso completo a Fort Worth 1981, concorso completo a New York 1982).

## Filmografia
- Rad, regia di Hal Needham (1986)